# Josep Cervera i Grifol
Josep Cervera Grifol (Valencia, 8 de abril de 1921-1981) fue un escritor y poeta valenciano. El Ayuntamiento de Valencia decidió en 1982 abrir la calle que lleva su nombre.

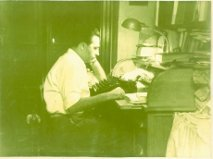
El poeta valenciano Josep Cervera i Grifol en su estudio
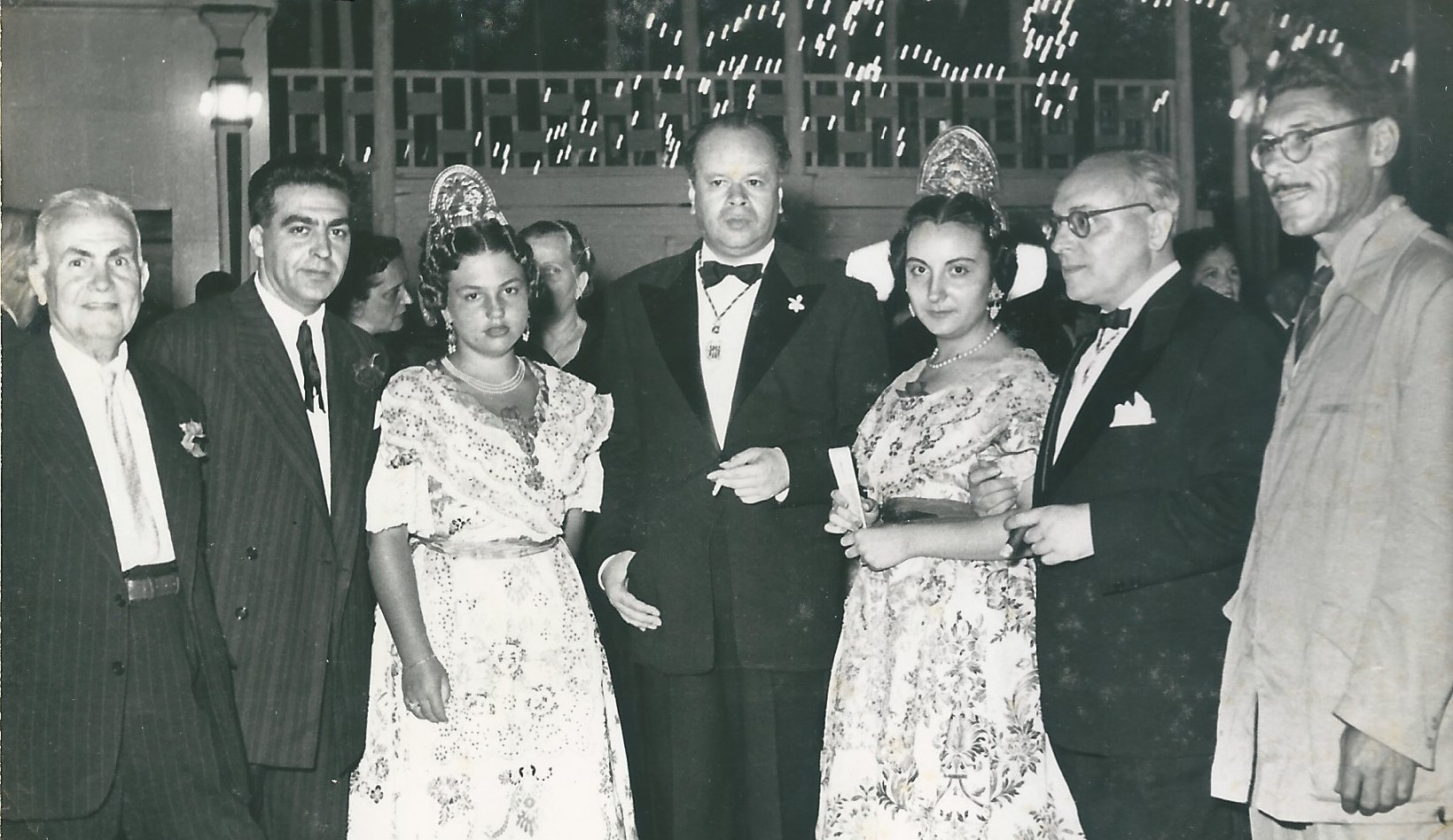
Josep Cervera i Grifol con Ricard Sanmartín Bargues y Enric Matalí i Timoneda en los "Jocs Florals" de 1956

Fue miembro de la asociación cultural Lo Rat Penat, participando en el "Curs de llengua i Cultura Valencianes" en la Universidad de Valencia, impartidos por Manuel Sanchis Guarner, durante el curso 1955-1956, en el que participarían además otros personajes relevantes de la cultura valenciana de aquel momento, con los que tenía una buena amistad,  como son Nicolau Primitiu Gómez Serrano, Emili Beüt Belenguer, Maximilià Thous Llorens, Francesc Ferrer Pastor, Enric Matalí y Timoneda, Enric Valor y Vives, Ricard Sanmartín Bargues o el mismo Carles Salvador Gimeno.
Dentro de las tareas que hizo como miembro de Lo Rat Penat está la de profesores de los cursos de valenciano que la asociación impartía.
Como poeta participó en certámenes y veladas de poesía como la organizada por Lo Rat Penat  denominada “Velada a la Virgen de Dolores”, y también fue autor de "llibrets" de falla que resultaron premiados por su calidad poética.